# 金門縣文化局圖書館
金門縣文化局圖書館為中華民國金門縣政府成立的縣立公共圖書館，現隸屬於金門縣政府文化局，成立於1959年。由金城鎮的金門縣立圖書館與其餘鄉鎮的4座分館組成，烏坵鄉為縣內唯一未設有分館的鄉鎮。

## 沿革
- 1959年（民國48年）：成立金門縣立圖書館。
- 1961年（民國50年）：改制金門縣立社會教育館。
- 1995年（民國84年）：位於環島北路的新館落成啟用。
- 2000年（民國89年）：改制金門縣立文化中心。
- 2004年（民國93年）：金門縣立文化中心改制金門縣文化局。

## 館舍

### 金門縣立圖書館

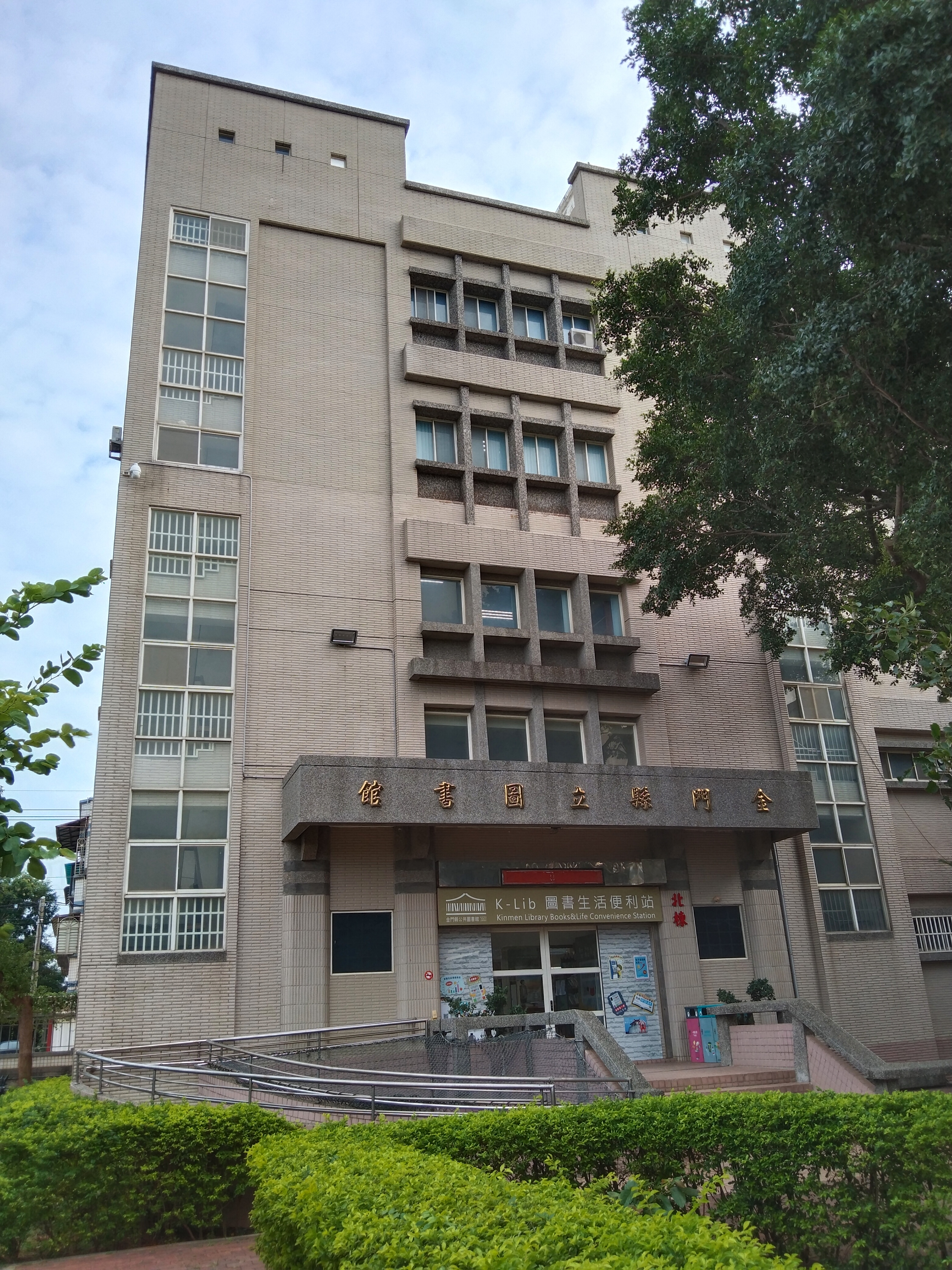
金門縣立圖書館北棟

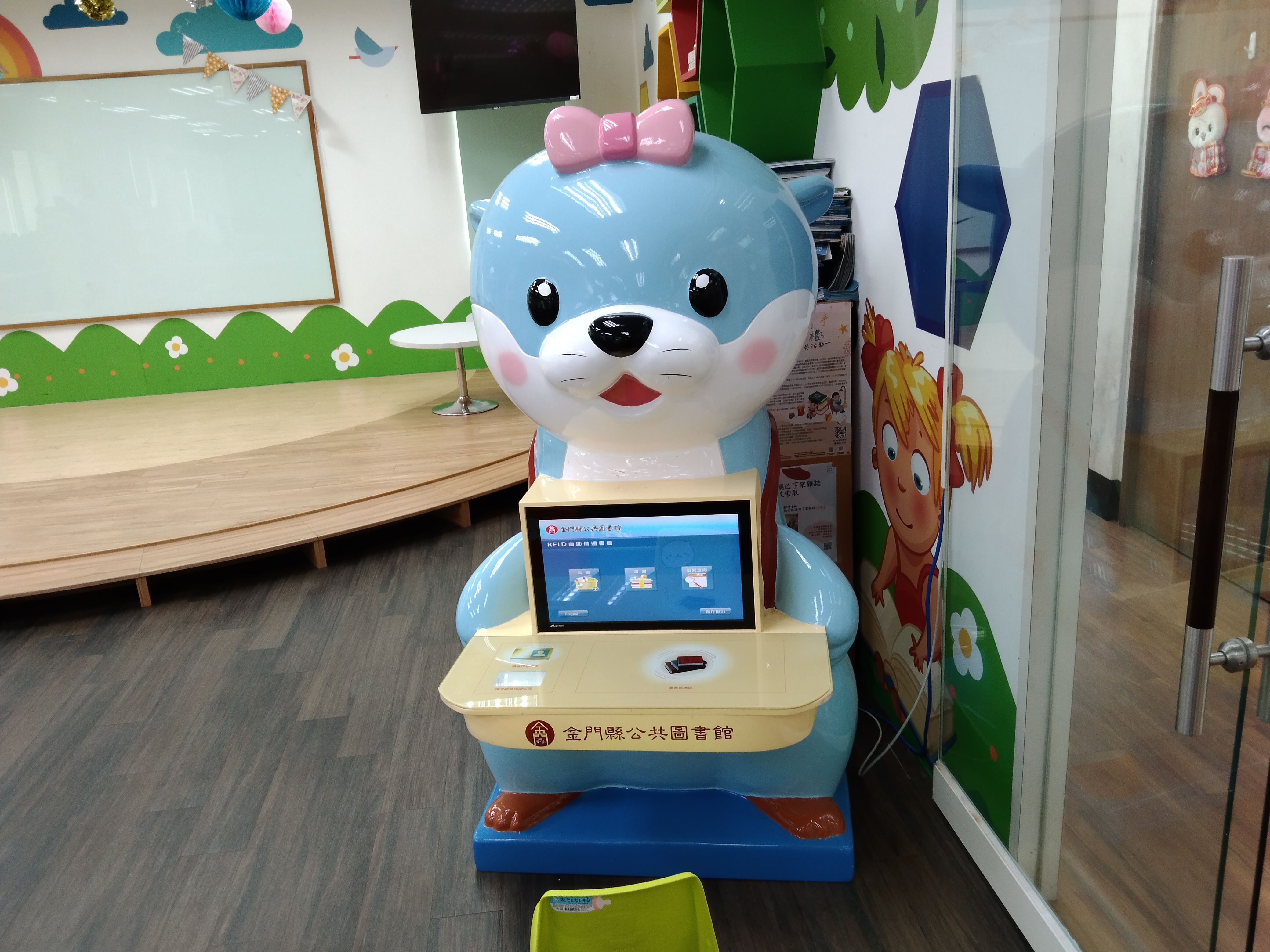
金門縣立圖書館兒童室，水獺造型RFID自動借還書機

金門縣立圖書館位於金城鎮環島北路一段66號，金門縣文化局演藝廳兩側，為行政區與圖書館共構之5層樓建築。於1995年5月5日落成，6月1日正式啟用，分為南北2棟6樓建築物，地上5樓及地下1樓，圖書館室內面積共3,986.56平方公尺，南棟設有親子活動區、青少年閱覽室、期刊室、自修室、行政辦公室；北棟設有開架式書區、參考室、特藏室。

### 分館

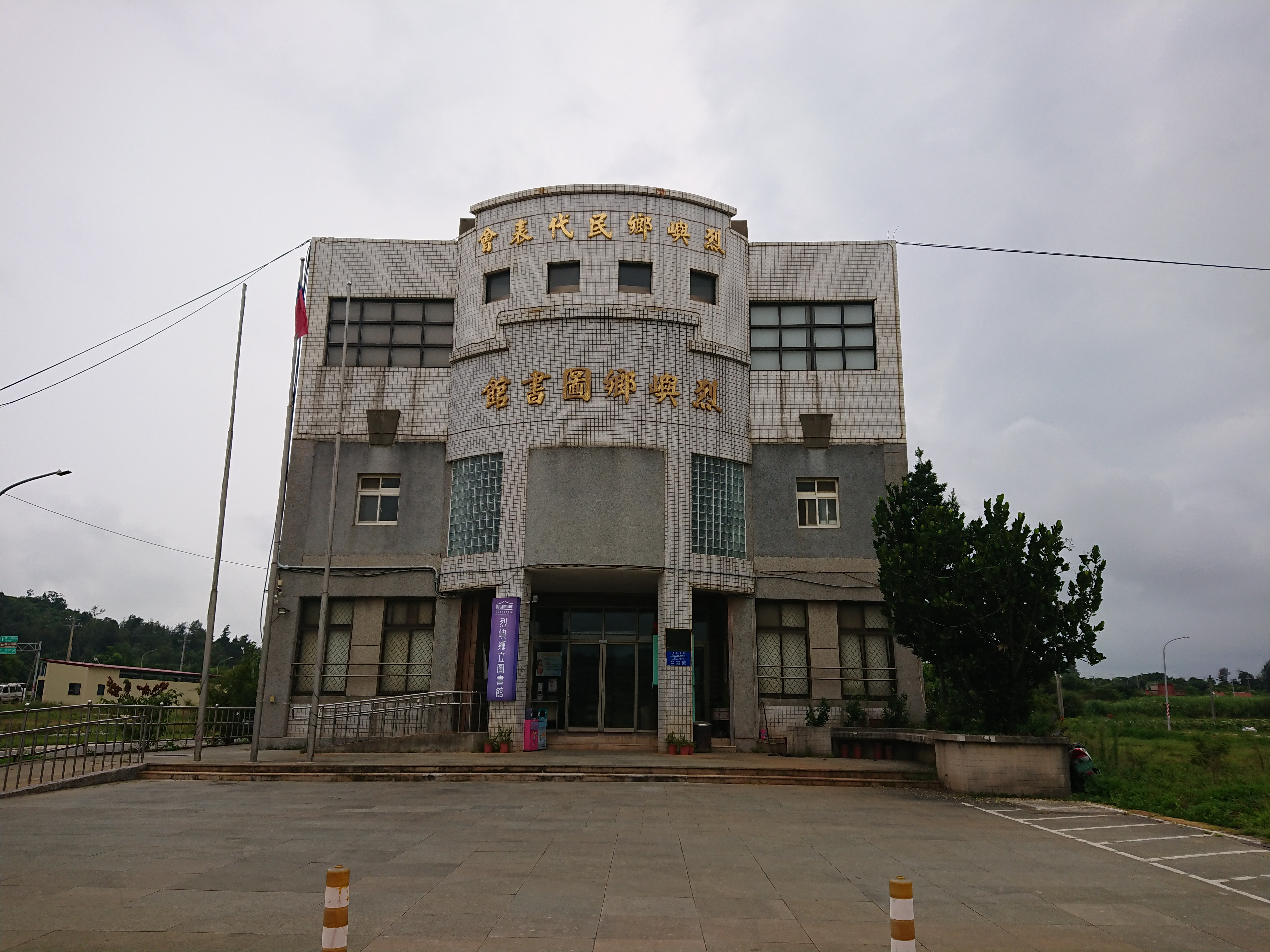
烈嶼鄉立圖書館暨烈嶼鄉民代表會

| 行政區 | 館舍名稱       | 所在地址            | 備註 |
| ------ | -------------- | ------------------- | ---- |
| 金沙鎮 | 金沙鎮立圖書館 | 金沙鎮國中路61之1號 |      |
| 金湖鎮 | 金湖鎮立圖書館 | 金湖鎮林森路6-2號   |      |
| 金寧鄉 | 金寧鄉立圖書館 | 金寧鄉仁愛新村7號   |      |
| 烈嶼鄉 | 烈嶼鄉立圖書館 | 烈嶼鄉后井40號      |      |

## 未來規劃
規劃中的「金門縣中心圖書館及美術館」位於金寧鄉后盤山段352-5地號，佔地總共38,225平方公尺；金門縣政府透過國內競圖進行美術館設計圖評選，最終由「潘冀聯合建築師事務所」勝出，建築共分為三層樓，內部涵蓋展覽、圖書、公共休閒空間。預計2026年完工。

## 外部連結
- 金門縣文化局圖書館